# 豬玀之王
《豬玀之王》（：／），為韓國TVING於2022年3月18日起播出的原创剧集，由金大鎮、金相宇導演與卓在英編劇合作打造。改編自延尚昊執導的同名動畫長片。這是一部追踪驚悚劇，講述了在連環謀殺案現場留下信息的朋友掀起20 年前“暴力記憶”的人與故事。
台灣由LINE TV 、friDay影音自3月19日起跟播。

## 演員陣容

### 主要人物
| 演員                    | 角色   | 介紹                                                                                    |
| 金東旭 （少年：李燦俞） | 黃景敏 | 35歲，新石運輸代表。無法忘記20年前學校暴力記憶的男人。                                  |
| 金成圭 （少年：沈鉉瑞） | 鄭宗碩 | 35歲，首爾警察廳廣域搜查隊重案組刑警。追蹤20年前朋友發來的資訊。                        |
| 蔡貞安                  | 姜真雅 | 首爾西洞警察局强力2組刑警。果斷的原則主義者，一旦被捲入事件，就不分水火的超凡魅力刑警。 |

### 黃景敏周邊人物
| 演員             | 角色   | 介紹                                         |
| 柳聖賢           |        | 黃景敏的父親。給黃景敏小時候帶來創傷的人物。 |
| 李智荷           | 金善熙 | 黃景敏的母親。                               |
| 黃萬益           | 朴成鎮 | 新石運輸管理所所長。                         |
| 金青藍（김푸름） | 李智研 | 朴成鎮的姪女。                               |

### 廣域搜查隊
| 演員   | 角色   | 介紹                              |
| 李泰劍 | 徐東振 | 首爾警詧廳廣域搜查隊强力1組組長。 |
| 安斗浩 | 南德宇 | 首爾警詧廳廣域搜查隊强力1組刑警。 |
| 志燦   | 趙弼斗 | 首爾警詧廳廣域搜查隊强力1組刑警。 |
| 朴晉   | 杜萬載 | 首爾警詧廳廣域搜查隊强力1組刑警。 |

### 首爾西洞警察局
| 演員   | 角色   | 介紹                        |
| 金炫俊 | 金在浩 | 首爾西洞警察局重案2組組長。 |
| 金敏植 | 金敏錫 | 首爾西洞警察局重案2組刑警。 |
| 徐載圭 | 吳道植 | 首爾西洞警察局重案2組刑警。 |
| 鄭義諸 | 陳海秀 | 首爾西洞警察局重案2組忙內。 |

### 其他人物
| 演員                    | 角色   | 介紹                                                                                    |
| 崔賢珍                  | 金哲   | 景敏和宗碩的同班同學。黃景敏下定決心進行復仇的關鍵人物。                                |
| 吳珉錫 （少年：文成賢） | 姜敏   | 新石國中2年5班班長。現為大學醫院外科副教授。                                            |
| 崔光濟 （少年：宋承煥） | 安正熙 | 折磨黃景敏的加害者之一。現為汽車維修中心老闆。                                          |
| 李璟榮                  | 崔晢奇 | 新石國中2年5班導師。                                                                    |
| 金敏碩 （少年：張大雄） | 崔成圭 | 折磨黃景敏的加害者之一。現為製藥廠業務。                                                |
| 康正祐 （少年：金完圭） | 李基原 | 折磨黃景敏的加害者之一。現為銀行職員。                                                  |
| 趙煥基 （少年：金玄彬） | 金鐘彬 | 新石國中3年級的學生會長候選人。現為東真日報記者，時常報導校園霸凌的新聞。               |
| 裴侑藍 （少年：姜智碩） | 朴燦榮 | 在校園偷偷販賣成人光碟影片，被姜敏威脅。20年後在暗網上以DOGPARK的身分發布奴隸遊戲任務。 |
| 金周慶 （少年：殷藝俊） | 朴在宇 | JM物流員工，已婚並育有一子。                                                            |
| 鄭旭珍 （少年：鄭民建） | 高漢鎮 | 第一造紙經營組代理。                                                                    |
| 禹美花                  |        | 金哲的母親。                                                                            |
| 金英善                  |        | 鄭宗碩的母親。                                                                          |

### 特別出演
| 演員   | 角色   | 介紹                               |
| 梁素敏 | 金賢貞 | 朴敏珠的朋友兼正直的精神健康醫生。 |
| 韓秀妍 | 朴敏珠 | 黃景敏的妻子。                     |

## 電視劇歌曲
| 歌名              | 演唱者     | 出現集數            |
| ----------------- | ---------- | ------------------- |
| 할렐루야          | ABTB       | 第1、5集            |
| 노인의 테마：낚시 | P-Type     | 第2、9集            |
| Loop              | 李 赫      | 第3、6、11集        |
| 遺書              | Sinawe     | 第4、10集           |
| Miserere          | 河鉉雨     | 第7、12集（大結局） |
| Flower            | Jeongmilla | 第8集               |

## 外部連結
- 官方网站
- Daum上《豬玀之王》的資料